# Seznam politických stran a hnutí v Česku
V České republice bylo k 31. červenci 2025 registrováno 71 aktivních politických stran a 140 politických hnutí, část je bez znatelného politického vlivu, členské či voličské základny. Registrované strany a hnutí jsou uvedeny v následujícím seznamu. Úplný úřední seznam je na stránkách Ministerstva vnitra ČR, které dle zákona vede Rejstřík politických stran a politických hnutí. Od politické strany nebo hnutí (registrovaný subjekt) se liší volební nebo vládní koalice (subjekt vázaný koaliční smlouvou); dalším souvisejícím pojmem je volební strana, kterou je ten, kdo je podle příslušného zákona o volbách oprávněn podat kandidátní listinu.

## Mandáty českých politických subjektů v zastupitelských sborech
- ANO: 72
- ODS: 34
- STAN: 33
- KDU-ČSL: 23
- SPD: 20
- TOP 09: 14
- Piráti: 4

- ODS: 18
- STAN: 15
- ANO: 12
- KDU-ČSL: 12
- TOP 09: 7
- SEN 21: 4
- SLK: 3
- Piráti: 1
- SOCDEM: 1
- Svobodní: 1
- HDK: 1
- NEZ: 1
- PŘÍSAHA: 1
- ProMOST: 1
- T2020: 1
- Nezávislí kandidáti: 2

Tabulka udává počet mandátů českých politických stran a hnutí, které obdržely ve volbách.
Nereflektuje změny v průběhu volebního období (s výjimkou doplňovacích voleb do Senátu). Zahrnuje pouze všechny politické strany a hnutí zastoupené v Parlamentu České republiky nebo Evropském parlamentu, zbytek je sečten dohromady.

| Logo | Politický subjekt                        | Zastupitelský sbor | Zastupitelský sbor | Zastupitelský sbor | Zastupitelský sbor | Zastupitelský sbor |
| Logo | Politický subjekt                        | PS1)               | Senát2)            | Kraje3)            | Obce4)             | EP5)               |
| ---- | ---------------------------------------- | ------------------ | ------------------ | ------------------ | ------------------ | ------------------ |
|      | ANO 2011                                 | 72                 | 12                 | 292                | 1 748              | 7                  |
|      | Občanská demokratická strana             | 34                 | 18                 | 106                | 2 294              | 3                  |
|      | Starostové a nezávislí                   | 33                 | 15                 | 73                 | 1 854              | 2                  |
|      | KDU-ČSL                                  | 23                 | 12                 | 49                 | 3 252              | 1                  |
|      | Svoboda a přímá demokracie (SPD)         | 20                 | 0                  | 32                 | 492                | 1                  |
|      | TOP 09                                   | 14                 | 7                  | 16                 | 428                | 2                  |
|      | Česká pirátská strana                    | 4                  | 1                  | 3                  | 274                | 1                  |
|      | SEN 21                                   | 0                  | 4                  | 0                  | 9                  | 0                  |
|      | Starostové pro Liberecký kraj            | 0                  | 3                  | 20                 | 96                 | 0                  |
|      | Sociální demokracie                      | 0                  | 1                  | 13                 | 799                | 0                  |
|      | Svobodní                                 | 0                  | 1                  | 1                  | 87                 | 0                  |
|      | Hradecký demokratický klub               | 0                  | 1                  | 1                  | 5                  | 0                  |
|      | Nezávislí                                | 0                  | 1                  | 0                  | 233                | 0                  |
|      | PŘÍSAHA občanské hnutí                   | 0                  | 1                  | 0                  | 53                 | 2                  |
|      | ProMOST                                  | 0                  | 1                  | 0                  | 24                 | 0                  |
|      | Tábor 2020                               | 0                  | 1                  | 0                  | 9                  | 0                  |
|      | Komunistická strana Čech a Moravy        | 0                  | 0                  | 32                 | 466                | 1                  |
|      | Spojení demokraté – Sdružení nezávislých | 0                  | 0                  | 2                  | 10                 | 1                  |
|      | Nezávislí kandidáti                      | 0                  | 2                  | 0                  | 47 732             | 0                  |
|      | Ostatní strany a hnutí                   | 0                  | 0                  | 45                 | 1 867              | 0                  |
|      | Celkem zastupitelů                       | 200                | 81                 | 685                | 61 780             | 21                 |

Legenda
- 1) – mandáty vzešlé z voleb do PS 2021
- 2) – aktuální složení Senátu ke dni 26. května 2025
- 3) – mandáty vzešlé z voleb do zastupitelstev krajů 2024
- 4) – mandáty vzešlé z komunálních voleb 2022[2] v řádném termínu
- 5) – mandáty vzešlé z voleb do EP v červnu 2024[3]

## Seznam aktivních českých politických stran a hnutí
| Logo                                                               | Zkratka                          | Název politické strany či hnutí                                                     | Typ    | Politická ideologie                                            | Předseda                          | Webová stránka                                                   | Založeno | Rejstřík MVČR |
| ------------------------------------------------------------------ | -------------------------------- | ----------------------------------------------------------------------------------- | ------ | -------------------------------------------------------------- | --------------------------------- | ---------------------------------------------------------------- | -------- | ------------- |
|                                                                    | AD PRO LB                        | A DOST! PRO LEPŠÍ BUDOUCNOST                                                        | hnutí  |                                                                | Tomáš Šnorek                      |                                                                  | 2022     | Zde           |
|                                                                    | APB                              | Aliance pro budoucnost                                                              | strana | konzervativní liberalismus, populismus                         | Pavel Sehnal                      | alianceprobudoucnost.cz                                          | 2016     | Zde           |
|                                                                    | ApV                              | Alternativa pro Vás                                                                 | hnutí  | komunální politika                                             | Tomáš Morawski                    | alternativaprovas.cz                                             | 2018     | Zde           |
|                                                                    | ANO                              | ANO 2011                                                                            | hnutí  | pravicový populismus, národní konzervatismus                   | Andrej Babiš                      | anobudelip.cz                                                    | 2012     | Zde           |
|                                                                    | mimozemstani.eu                  | ANO LEPŠÍ ČESKO S MIMOZEMŠŤANY A OBČANY MOTORISTY                                   | hnutí  |                                                                | Tomáš Franěk                      | mimozemstani.eu/                                                 | 2024     | Zde           |
|                                                                    | BPS                              | Balbínova poetická strana                                                           | strana | politická recese                                               | Jiří Hrdina                       | balbinka.cz                                                      | 2002     | Zde           |
|                                                                    | BZ                               | Bezpečná země                                                                       | hnutí  |                                                                | Martin Mazur                      |                                                                  | 2022     | Zde           |
|                                                                    | BEZ-UL                           | BEZPEČNÉ ULICE                                                                      | strana | nacionalismus                                                  | Jiří Štěpánek                     | bezpecneulice.cz/                                                | 2011     | Zde           |
|                                                                    | BSDN                             | Bílinští sociální demokraté a nezávislí                                             | hnutí  | komunální politika, sociální demokracie                        | René Štěpánek                     | bilinstisocialnidemokrate                                        | 2010     | Zde           |
|                                                                    | Budoucnost                       | Budoucnost                                                                          | hnutí  | demokratický socialismus                                       | Jakub Kovařík                     | volim-budoucnost.cz                                              | 2020     | Zde           |
|                                                                    | „BUPO“                           | Budoucnost pro občany                                                               | strana | komunální politika                                             | Zdeněk Bureš                      | budoucnostproobcany.cz                                           | 2022     | Zde           |
|                                                                    | BST                              | Bystrčáci                                                                           | strana | komunální politika                                             | Hana Jindrová                     | bystrcaci.cz                                                     | 2016     | Zde           |
|                                                                    | CESTA                            | CESTA ODPOVĚDNÉ SPOLEČNOSTI                                                         | hnutí  |                                                                | Jan Kubín                         | hnuticesta.cz                                                    | 2017     | Zde           |
|                                                                    | COEX                             | COEXISTENTIA                                                                        | hnutí  | zájmy polské menšiny                                           | Stanislav Gawlik                  | coexistencia.cz                                                  | 1990     | Zde           |
|                                                                    | Piráti                           | Česká pirátská strana                                                               | strana | pirátská politika, proevropanismus                             | Zdeněk Hřib                       | pirati.cz                                                        | 2009     | Zde           |
|                                                                    | ČR1                              | Česká republika na 1. místě!                                                        | hnutí  | nacionalismus, pravicový populismus                            | Ladislav Vrabel                   | plancr1.cz                                                       | 2023     | Zde           |
|                                                                    | ČSNS                             | Česká strana národně sociální                                                       | strana | národní socialismus                                            | Michal Klusáček                   | csns.cz                                                          | 1897     | Zde           |
|                                                                    | ČSR                              | Česká strana regionů                                                                | strana | regionální politika                                            | František Brendl                  | csr2010.cz                                                       | 2010     | Zde           |
|                                                                    | ČZS                              | Česká zemědělská strana                                                             | strana |                                                                | Tomáš Havlíček                    |                                                                  | 2024     | Zde           |
|                                                                    | ČiKR                             | Čistý kraj                                                                          | hnutí  | komunální politika                                             | Alena Poláčková                   | cisteusti.cz                                                     | 2014     | Zde           |
|                                                                    | ČSSD                             | ČSSD – Česká suverenita sociální demokracie                                         | strana | sociální demokracie, národní socialismus                       | Jiří Paroubek                     | cssdlidem.cz                                                     | 2011     | Zde           |
|                                                                    | DSZ - ZA PRÁVA ZVÍŘAT            | Demokratická strana zelených – ZA PRÁVA ZVÍŘAT                                      | strana | zelená politika, ochrana zvířat                                | Jiří Anderle                      | dsz-zapravazvirat.cz                                             | 2009     | Zde           |
|                                                                    | DV 2016                          | Dobrá volba 2016                                                                    | strana | křesťanská demokracie                                          | Pavol Lukša                       | dobravolba2016.cz                                                | 2016     | Zde           |
| DOMOV Party Logo                                                   | DOMOV                            | DOMOV                                                                               | strana | nacionalismus                                                  | David Tygr Ploc                   | volimdomov.cz                                                    | 2019     | Zde           |
|                                                                    | EM                               | Evolution–Mind                                                                      | hnutí  | apolitické hnutí                                               | Petr Chobot                       | petr-chobot.eu                                                   | 2016     | Zde           |
|                                                                    | Fakt Brno                        | Fakt Brno                                                                           | hnutí  |                                                                | David Pokorný                     |                                                                  | 2021     | Zde           |
| Logo české politické strany GEN 2025 (Generace. Ekonomika. Naděje) | GEN                              | GEN                                                                                 | strana | liberalismus                                                   | Vojtěch Ryvola                    | gen2025.cz                                                       | 2024     | Zde           |
|                                                                    | HS                               | HLAS SAMOSPRÁV                                                                      | hnutí  | komunální politika                                             | Jan Novák                         | hlassamosprav.cz                                                 | 2024     | Zde           |
| Logo českého politického hnutí Generace                            | Generace                         | Hnutí Generace                                                                      | hnutí  | liberalismus, proevropanismus                                  | Daniel Krutý                      | hnutigenerace.cz                                                 | 2024     | Zde           |
|                                                                    | Hlas                             | Hnutí HLAS                                                                          | hnutí  | liberalismus, proevropanismus                                  | Petr Hrdý                         | hnutihlas.cz                                                     | 2019     | Zde           |
|                                                                    | Idealisté                        | Hnutí Idealisté                                                                     | hnutí  | sociální liberalismus, environmentalismus, proevropanismus     | Jan Schneider                     | www.idealistehnuti.cz                                            | 2020     | Zde           |
|                                                                    | Kruh                             | Hnutí Kruh                                                                          | hnutí  | sociální liberalismus, feminismus                              | kolektivní vedení                 | hnutikruh.cz                                                     | 2025     | Zde           |
|                                                                    | NEJ                              | Hnutí NEJ                                                                           | hnutí  |                                                                | Luboš Čmiel                       | www.hnutinej.cz                                                  | 2022     | Zde           |
|                                                                    | PRO-Kdyňsko                      | Hnutí nezávislých, PRO-Kdyňsko                                                      | hnutí  | komunální politika                                             | Věra Říhová                       | prokdynsko.cz                                                    | 2018     | Zde           |
|                                                                    | HOP Hydra                        | Hnutí občanů a podnikatelů                                                          | hnutí  | populismus                                                     | Libor Maleček                     | hophydra.cz                                                      | 2023     | Zde           |
|                                                                    | „HPK“                            | „Hnutí Praha-Kunratice“                                                             | hnutí  | komunální politika                                             | Lenka Alinčová                    |                                                                  | 2014     | Zde           |
|                                                                    | HPH                              | Hnutí pro Havířov                                                                   | hnutí  | komunální politika                                             | Ivo Tarkowski                     | hph-hnutiprohavirov.cz                                           | 1998     | Zde           |
|                                                                    | PRO-HOD                          | Hnutí PRO Hodonín                                                                   | hnutí  | Komunální politika                                             | Libor Střecha                     | hnutiPRO                                                         | 2018     | Zde           |
|                                                                    | HPP 11                           | Hnutí pro Prahu 11                                                                  | hnutí  | komunální politika                                             | Šárka Zdeňková                    | hpp11.cz Archivováno 26. 8. 2016 na Wayback Machine.             | 2006     | Zde           |
|                                                                    | HpŽ                              | Hnutí pro Žabiny                                                                    | hnutí  | komunální politika                                             | Vít Cvrček                        |                                                                  | 2022     | Zde           |
|                                                                    | SOL                              | Hnutí SOL                                                                           | hnutí  | komunální politika                                             | Martin Maleček                    | solesne.cz                                                       | 2014     | Zde           |
|                                                                    | SPRÁVNÁ CESTA                    | HNUTÍ SPRÁVNÁ CESTA                                                                 | hnutí  |                                                                | Václav Kozák                      |                                                                  | 2022     | Zde           |
|                                                                    | HSS                              | Hnutí Správný stát                                                                  | hnutí  | euroskepticismus                                               | František Zoubek                  |                                                                  | 2021     | Zde           |
|                                                                    | Hodoňáci                         | HODOŇÁCI                                                                            | hnutí  | komunální politika                                             | Terézia Mlýnková Išková           |                                                                  | 2022     | Zde           |
|                                                                    | HDK                              | Hradecký demokratický klub                                                          | hnutí  | komunální politika                                             | Pavlína Springerová               | hdkhk.cz                                                         | 2014     | Zde           |
|                                                                    | HK                               | HRADEČÁCI                                                                           | hnutí  | komunální politika                                             | Jakub Andrys                      |                                                                  | 2022     | Zde           |
|                                                                    | HP                               | HRADEČTÍ PATRIOTI                                                                   | strana | komunální politika                                             | František Řehounek                | slusnapolitika-hradectipatrioti.cz                               | 2014     | Zde           |
|                                                                    | Koala                            | Chomutovská koalice                                                                 | hnutí  | komunální politika                                             | Jiří Richter                      |                                                                  | 2025     | Zde           |
|                                                                    | IO                               | Iniciativa občanů                                                                   | hnutí  | komunální politika                                             | Michal Vostřez                    | IO:mycotadyzijeme.cz Archivováno 24. 4. 2021 na Wayback Machine. | 1994     | Zde           |
|                                                                    | JaSaN                            | Jasný Signál Nezávislých                                                            | hnutí  | nacionalismus                                                  | Vladimír Štěpán                   | jasan-nezavisli.cz                                               | 2023     | Zde           |
|                                                                    | JIH 12                           | JIHOČEŠI 2012                                                                       | hnutí  | regionální politika                                            | Pavel Hroch                       | jihocesi2012.cz                                                  | 2011     | Zde           |
|                                                                    | JAB                              | JISTOTA A BUDOUCNOST                                                                | hnutí  |                                                                | Miloš Petera                      |                                                                  | 2022     | Zde           |
|                                                                    | JM-ND                            | Jižní Město - náš domov                                                             | strana | komunální politika                                             | Dalibor Mlejnský                  | jmnd.cz                                                          | 2014     | Zde           |
|                                                                    | JsmePRO!                         | JsmePRO!                                                                            | hnutí  | regionální politika                                            | Jiří Řehák                        | jsmeprokraj.cz                                                   | 2016     | Zde           |
|                                                                    | Jundrováci                       | Jundrováci                                                                          | hnutí  | komunální politika                                             | Ondřej Šťastník                   | jundrovaci.cz                                                    | 2010     | Zde           |
|                                                                    | KVC                              | Karlovaráci                                                                         | hnutí  | komunální politika                                             | Miroslav Vaněk                    | karlovaraci.cz                                                   | 2014     | Zde           |
|                                                                    | KOA                              | Karlovarská občanská alternativa                                                    | hnutí  | komunální politika                                             | Adam Klsák                        | hnutikoa.cz                                                      | 2006     | Zde           |
|                                                                    | KDU-ČSL                          | KDU-ČSL                                                                             | strana | křesťanská demokracie, proevropanismus                         | Marek Výborný                     | kdu.cz                                                           | 1919     | Zde           |
|                                                                    | KM                               | Klidné město                                                                        | hnutí  | komunální politika                                             | Vladimír Polánský                 | klidnemesto.cz                                                   | 2018     | Zde           |
|                                                                    | KAN                              | Klub angažovaných nestraníků                                                        | hnutí  | liberalismus                                                   | Miroslav Matějka                  | kan.cz                                                           | 1968     | Zde           |
|                                                                    | Koalice PRO kraj                 | Koalice PRO kraj                                                                    | hnutí  | regionální politika, komunální politika                        | Helena Kubcová                    |                                                                  | 2002     | Zde           |
|                                                                    | KSČM                             | Komunistická strana Čech a Moravy                                                   | strana | komunismus, euroskepticismus                                   | Kateřina Konečná                  | kscm.cz                                                          | 1990     | Zde           |
|                                                                    | KSČ                              | Komunistická strana Československa                                                  | strana | komunismus                                                     | Roman Blaško                      | ksc.cz                                                           | 1995     | Zde           |
|                                                                    | KONS                             | Konzervativní strana                                                                | strana | konzervatismus                                                 | Jan Kubalčík                      | konzervativnistrana.cz                                           | 1990     | Zde           |
|                                                                    | Koruna Česká                     | Koruna Česká (monarchistická strana Čech, Moravy a Slezska)                         | strana | monarchismus, konzervatismus                                   | Vojtěch Círus                     | korunaceska.cz                                                   | 1990     | Zde           |
|                                                                    | KPP                              | Královopolští patrioti                                                              | hnutí  | komunální politika                                             | Iva Tejkalová                     | kralovopolstipatrioti.cz                                         | 2010     | Zde           |
|                                                                    | KK                               | KRÁSNÁ KOPŘIVNICE                                                                   | hnutí  | komunální politika                                             | Adam Hanus                        |                                                                  | 2022     | Zde           |
|                                                                    | LS                               | LEPŠÍ SEVER                                                                         | hnutí  |                                                                | Martin Havelka                    |                                                                  | 2022     | Zde           |
|                                                                    | LŽPL                             | LEPŠÍ ŽIVOT PRO LIDI                                                                | strana | pravicový populismus                                           | Pavel May                         | lzpl.cz                                                          | 1999     | Zde           |
|                                                                    | Levice                           | Levice                                                                              | strana | demokratický socialismus                                       | kolektivní vedení                 | jsmelevice.cz                                                    | 1993     | Zde           |
|                                                                    | LES                              | Liberálně ekologická strana                                                         | strana | zelený liberalismus, proevropanismus                           |                                   | stranales.cz                                                     | 2013     | Zde           |
|                                                                    | LANO                             | Liberální aliance nezávislých občanů                                                | strana | sociální liberalismus, proevropanismus                         | Šimon Hlinovský                   | volimlano.cz                                                     | 2024     | Zde           |
|                                                                    | LAP                              | Lidé a Politika                                                                     | strana | občanský aktivismus                                            | Jiří Michalička                   | lideapolitika.cz                                                 | 2008     | Zde           |
|                                                                    | Liga                             | Liga nespokojených                                                                  | hnutí  |                                                                |                                   |                                                                  | 2025     | Zde           |
|                                                                    | MSVC                             | Malá strana velkých cílů                                                            | strana |                                                                | Bohumír Fatr                      |                                                                  | 2022     | Zde           |
|                                                                    | MHS                              | „Marek Hilšer do Senátu“                                                            | hnutí  | liberalismus, proevropanismus                                  | Marek Hilšer                      | marekhilserdosenatu.cz                                           | 2018     | Zde           |
|                                                                    | MÁ VLAST ČMS                     | MÁ VLAST ČECHY MORAVA SLEZSKO                                                       | hnutí  |                                                                | Luděk Růžička                     |                                                                  | 2024     | Zde           |
|                                                                    | ML                               | MĚSTO LIDEM                                                                         | hnutí  | komunální politika                                             | Martin Nedvídek                   |                                                                  | 2002     | Zde           |
|                                                                    | MPV                              | Město pro vás                                                                       | hnutí  | komunální politika                                             | Miroslav Koloc                    | mestoprovas.cz                                                   | 2014     | Zde           |
|                                                                    | MÍSTNÍ HNHRM                     | MÍSTNÍ HNUTÍ NEZÁVISLÝCH ZA HARMONICKÝ ROZVOJ OBCÍ A MĚST                           | hnutí  | komunální politika                                             | Patrik Pizinger                   | hnhrm.cz                                                         | 1998     | Zde           |
|                                                                    | MODES                            | Moderní společnost                                                                  | strana |                                                                | Jiří Krupa                        | modernispolecnost.cz                                             | 2014     | Zde           |
|                                                                    | Moravané                         | Moravané                                                                            | strana | moravismus, euroskepticismus                                   | Ctirad Musil                      | moravane.cz                                                      | 1994     | Zde           |
|                                                                    | MZH                              | Moravské zemské hnutí                                                               | hnutí  | moravismus                                                     | Pavel Trčala                      | moravskehnuti.cz                                                 | 2018     | Zde           |
|                                                                    | AUTO                             | Motoristé sobě                                                                      | strana | pravicový populismus, národní konzervatismus, euroskepticismus | Petr Macinka                      | motoristesobe.cz                                                 | 2017     | Zde           |
|                                                                    | Mourek                           | Mourek – politická strana                                                           | strana | komunální politika, liberalismus, proevropanismus              | Petr Špringr                      | voltemourka.cz                                                   | 2022     | Zde           |
|                                                                    | ReMeK                            | Nadační občansko-politické hnutí ReMeK                                              | hnutí  |                                                                | Štefan Režný                      |                                                                  | 2024     | Zde           |
|                                                                    | N14                              | NAŠE čtrnáctka                                                                      | hnutí  | komunální politika                                             | Soňa Tománková                    | nasectrnactka.cz                                                 | 2018     | Zde           |
|                                                                    | NMFM                             | Naše Město F-M                                                                      | hnutí  | komunální politika                                             | Petr Korč                         | nasemesto.fm                                                     | 2013     | Zde           |
|                                                                    | NAŠE                             | Naše Obec                                                                           | hnutí  | komunální politika                                             |                                   |                                                                  | 2018     | Zde           |
|                                                                    | NSS                              | Národně sociální strana                                                             | strana | nacionalismus                                                  | Vladislav Svoboda                 |                                                                  | 2024     | Zde           |
|                                                                    | NáS                              | Národ Sobě                                                                          | strana | nacionalismus                                                  | Jiří Šoltys                       | strana-narod-sobe.cz                                             | 2015     | Zde           |
|                                                                    | ND                               | Národní demokracie                                                                  | strana | nacionalismus, euroskepticismus                                | Jan Sedláček                      | narodnidemokracie.cz                                             | 1994     | Zde           |
|                                                                    | NOB                              | Národní obroda                                                                      | hnutí  | nacionalismus                                                  | Jana Matějná                      | narodni-obroda.cz                                                | 2018     | Zde           |
|                                                                    | NE                               | NE 2025                                                                             | hnutí  |                                                                |                                   |                                                                  | 2025     | Zde           |
|                                                                    | NK                               | Nestraníci                                                                          | hnutí  |                                                                | Věra Uhlířová                     |                                                                  | 2006     | Zde           |
|                                                                    | Nestranici2024.cz                | Nestraníci pro jižní Moravu – www.nestranici2024.cz                                 | hnutí  | regionální politika                                            | Lukáš Gross                       | nestraniciprojiznimoravu.webnode.cz                              | 2024     | Zde           |
|                                                                    | NeKa                             | Nezávislá kandidátka                                                                | hnutí  | občanský aktivismus                                            | Ivana Horká                       | nezavislakandidatka.cz                                           | 2020     | Zde           |
|                                                                    | NV                               | NEZÁVISLÁ VOLBA                                                                     | strana |                                                                | Jiří Rudolf                       |                                                                  | 2004     | Zde           |
|                                                                    | NEZ                              | Nezávislí                                                                           | hnutí  | komunální politika                                             | Patrik Hujdus                     | hnutinezavisli.cz                                                | 1994     | Zde           |
|                                                                    | NPP10-HPLD                       | NEZÁVISLÍ PRO PRAHU 10 – HNUTÍ PRO LEPŠÍ DESÍTKU                                    | hnutí  | komunální politika                                             | Bohumil Zoufalík                  |                                                                  | 2014     | Zde           |
|                                                                    | NBPLK                            | Nová budoucnost pro Liberecký kraj                                                  | strana | regionální politika                                            | [ pozn. 7 ]                       | projablonec.cz                                                   | 2012     | Zde           |
|                                                                    | NOPL                             | NOVÁ PLZEŇ                                                                          | hnutí  | komunální politika                                             | Martina Šubrtová                  | hnasstarosta.cz                                                  | 2014     | Zde           |
|                                                                    | NI                               | Nový Impuls                                                                         | strana |                                                                | Zdeněk Novák                      | novyimpuls.cz Archivováno 24. 4. 2021 na Wayback Machine.        | 2010     | Zde           |
|                                                                    | NS                               | NOVÝ SEVER                                                                          | hnutí  | regionální politika                                            | Karel Lipmann                     | novysever.cz                                                     | 2014     | Zde           |
|                                                                    | NOS                              | Nový směr                                                                           | strana |                                                                | Zbyněk Hromek                     | strananos.cz                                                     | 2013     | Zde           |
|                                                                    | OVPV                             | O vás pro vás                                                                       | strana |                                                                | Jaromír Dušek                     |                                                                  | 2020     | Zde           |
|                                                                    | OMČO                             | Občané městských částí Opavy                                                        | hnutí  | komunální politika                                             | Miroslav Kořistka                 | omco.cz                                                          | 2018     | Zde           |
|                                                                    | OMMO                             | Občané městu, město občanům                                                         | hnutí  | komunální politika                                             | Hana Svobodová                    | hnutiommo.cz                                                     | 2010     | Zde           |
|                                                                    | OPAT                             | Občané patrioti                                                                     | hnutí  | komunální politika                                             | Jan Michálek                      | obcanepatriotiplzen                                              | 2014     | Zde           |
|                                                                    | HOPB                             | Občané pro Budějovice                                                               | hnutí  | komunální politika                                             | Tomáš Chovanec                    | obcaneprobudejovice.cz                                           | 2010     | Zde           |
|                                                                    | ODS                              | Občanská demokratická strana                                                        | strana | liberální konzervatismus                                       | Petr Fiala                        | ods.cz                                                           | 1991     | Zde           |
|                                                                    | OS                               | Občanská sounáležitost                                                              | hnutí  | občanský aktivismus, kooperativismus                           | Václav Vorel                      | os                                                               | 2013     | Zde           |
|                                                                    | OFB                              | Občanské fórum Beskydy                                                              | hnutí  | komunální politika                                             | Jiří Švrček                       |                                                                  | 2022     | Zde           |
|                                                                    | 8žije                            | Osmička žije                                                                        | strana | komunální politika                                             | Tomáš Němeček                     | 8zije.cz                                                         | 2022     | Zde           |
|                                                                    | OK                               | Osobnosti pro kraj                                                                  | hnutí  | regionální politika                                            | Ivo Vondrák                       | hnutiok.cz                                                       | 2024     | Zde           |
|                                                                    | Ostravak                         | Ostravak                                                                            | hnutí  | komunální politika                                             | Tomáš Málek                       | ostravak.cz                                                      | 2010     | Zde           |
|                                                                    | OSVČ                             | OSVČ                                                                                | strana |                                                                | Pavel Šrámek                      | osvcstrana.cz                                                    | 2015     | Zde           |
|                                                                    | PPL                              | Pardubice pro lidi                                                                  | hnutí  | komunální politika                                             | Petr Králíček                     | pardubiceprolidi.cz                                              | 2013     | Zde           |
|                                                                    | Patrioti ČR                      | Patrioti České republiky                                                            | strana | nacionalismus                                                  | Jiří Vítek                        | stranapatrioti.cz                                                | 2014     | Zde           |
|                                                                    | PaN                              | PATRIOTI NÁCHODA                                                                    | hnutí  | komunální politika                                             | Milan Vik                         |                                                                  | 2022     | Zde           |
|                                                                    | POK                              | Patrioti Olomouckého kraje                                                          | hnutí  | komunální politika                                             | Jakub Šťastný                     | patriotiok.cz Archivováno 24. 4. 2021 na Wayback Machine.        | 2020     | Zde           |
|                                                                    | PV                               | Pévéčko                                                                             | hnutí  | Komunální politika                                             | Jiří Pospíšil                     | pevecko.cz                                                       | 2014     | Zde           |
|                                                                    | PLUS                             | PLUS                                                                                | hnutí  |                                                                | Jindřich Kadlec                   | politickehnutiplus.cz                                            | 2016     | Zde           |
|                                                                    | Podpora                          | Podpora občanů                                                                      | hnutí  | komunální politika                                             | Miluše Zahrádková                 | podporaobcanu                                                    | 2014     | Zde           |
|                                                                    | NEZLOMNÍ                         | Politické hnutí NEZLOMNÍ                                                            | hnutí  | nacionalismus                                                  | Nela Lisková                      | hnutinezlomni.cz                                                 | 2025     | Zde           |
|                                                                    | PRAHA SOBĚ                       | Pražská městská strana PRAHA SOBĚ                                                   | strana | komunální politika                                             | Adam Scheinherr                   | prahasobe.cz                                                     | 2017     | Zde           |
|                                                                    | PŘÍSAHA                          | Přísaha občanské hnutí                                                              | hnutí  | Pravicový populismus, národní konzervatismus                   | Róbert Šlachta                    | prisaha.cz                                                       | 2021     | Zde           |
|                                                                    | PRO PLZEŇ                        | PRO PLZEŇ                                                                           | hnutí  | komunální politika                                             | Radek Mráz                        | proplzen.cz                                                      | 2014     | Zde           |
|                                                                    | PRO                              | PRO Právo Respekt Odbornost                                                         | strana | nacionalismus, pravicový populismus                            | Jindřich Rajchl                   | stranapro.cz                                                     | 2022     | Zde           |
|                                                                    | ProMOST                          | ProMOST                                                                             | hnutí  | komunální politika                                             | Marek Hrvol                       | promost.cz                                                       | 2016     | Zde           |
|                                                                    | ProOl                            | ProOlomouc                                                                          | hnutí  | komunální politika                                             | Tomáš Pejpek                      | proolomouc.cz                                                    | 2014     | Zde           |
|                                                                    | PP21                             | ProPce21                                                                            | hnutí  |                                                                | Marcela Nováčková                 |                                                                  | 2022     | Zde           |
|                                                                    | PZ                               | PROZMĚNU                                                                            | hnutí  | komunální politika                                             | Radek Zatloukal                   | prozmenu                                                         | 2014     | Zde           |
|                                                                    | Rebelové                         | Rebelové                                                                            | strana | centrismus                                                     | Miloslav Zientek                  | re3elove.cz                                                      | 2025     | Zde           |
|                                                                    | REFERENDUM                       | REFERENDUM – Hlas Lidu                                                              | hnutí  | nacionalismus, euroskepticismus, přímá demokracie              | Václav Sogel                      | hnutireferendum.cz                                               | 2023     | Zde           |
|                                                                    | RH                               | ROZVÍJÍME HRADEC                                                                    | hnutí  |                                                                | Jan Holásek                       |                                                                  | 2022     | Zde           |
|                                                                    | SMS                              | Sdružení pro Místní Správu                                                          | strana | komunální politika                                             | Michaela Vondráčková              | sms3000.cz                                                       | 2018     | Zde           |
|                                                                    | SPR-RSČMS                        | SDRUŽENÍ PRO REPUBLIKU – REPUBLIKÁNSKÁ STRANA ČECH, MORAVY A SLEZSKA                | strana | nacionalismus                                                  | Pavel Mužný                       | rscms.cz                                                         | 2010     | Zde           |
|                                                                    | Sedma                            | Sedma – strana pro Slatiňany, Škrovád, Trpišov, Kunčí, Presy, Podhůru a Kochánovice | strana | komunální politika                                             | Jan Picpauer                      | sedma-slatinany.webnode.cz                                       | 2006     | Zde           |
|                                                                    | PSS                              | SEMILÁCI                                                                            | strana | komunální politika                                             | Adam Kuršel                       | semilaci.eu                                                      | 2006     | Zde           |
|                                                                    | SEN 21                           | SEN 21                                                                              | hnutí  | sociální liberalismus, proevropanismus                         | Václav Láska                      | sen21.cz                                                         | 2017     | Zde           |
|                                                                    | S.cz                             | Severočeši.cz                                                                       | hnutí  | komunální politika                                             | Bronislav Schwarz                 | severocesi.cz Archivováno 16. 4. 2021 na Wayback Machine.        | 2008     | Zde           |
|                                                                    | SLAVIČÍN 2018                    | SLAVIČÍN 2018 - sdružení nezávislých kandidátů                                      | strana | komunální politika                                             | Zuzana Matulová                   |                                                                  | 2022     | Zde           |
|                                                                    | Slezská                          | Slezská lidem                                                                       | hnutí  | komunální politika                                             | Lubomír Noga                      | slezska-pro-zivot.cz Archivováno 16. 4. 2021 na Wayback Machine. | 2018     | Zde           |
|                                                                    | Směr                             | Směr Česká republika                                                                | hnutí  |                                                                | David Štěpán                      |                                                                  | 2021     | Zde           |
|                                                                    | SMSka                            | SMS – Stát Má Sloužit                                                               | hnutí  | euroskepticismus                                               | Karel Leškovský                   | hnutisms.cz                                                      | 2014     | Zde           |
|                                                                    | SNK 1 - SNK                      | SNK 1 – Starostové našeho kraje                                                     | hnutí  | regionální politika                                            | Eduard Frisch                     | snk1.cz                                                          | 2016     | Zde           |
|                                                                    | SNK ED                           | SNK Evropští demokraté                                                              | strana | konzervativní liberalismus, proevropanismus                    | René Živný                        | snked.cz                                                         | 2000     | Zde           |
|                                                                    | SONOB                            | „SONOB – sdružení ochrany nájemníků a ostatního bydlení“                            | hnutí  | komunální politika                                             | Vladimír Hruška                   |                                                                  | 2002     | Zde           |
|                                                                    | SOCDEM                           | Sociální demokracie                                                                 | strana | sociální demokracie, levicový populismus                       | Jana Maláčová                     | socdem.cz                                                        | 1893     | Zde           |
|                                                                    | SD-SN                            | Spojení demokraté – Sdružení nezávislých                                            | strana | konzervatismus, euroskepticismus                               | Alena Dernerová                   | sd-sn.cz                                                         | 2002     | Zde           |
|                                                                    | spOL                             | spOLečně                                                                            | hnutí  | komunální politika                                             | Robert Runták                     | hnutispolecne.cz                                                 | 2018     | Zde           |
|                                                                    | SproK                            | Společně pro kraj                                                                   | hnutí  | regionální politika                                            | Petr Fiala                        | spolecneprokraj.cz                                               | 2019     | Zde           |
|                                                                    | SPDV                             | Společnost proti developerské výstavbě v Prokopském údolí                           | hnutí  | komunální politika                                             | Lenka Vančatová                   | spdv.wz.cz Archivováno 16. 8. 2017 na Wayback Machine.           | 2014     | Zde           |
|                                                                    | SPOLEHNUTÍ                       | SPOLEHNUTÍ - SPOLEČNÉ HNUTÍ ČESKOLIPANŮ                                             | hnutí  | komunální politika                                             | Jaroslav Turnhöfer                | spolehnuti.webnode.cz                                            | 2014     | Zde           |
|                                                                    | SZZJ                             | SPOLEK ZA ZDRAVOU JIHLAVU                                                           | hnutí  | komunální politika                                             | Milan Matějka                     |                                                                  | 2022     | Zde           |
|                                                                    | SpV                              | Správná Volba                                                                       | hnutí  | komunální politika                                             | Pavel Umlauf                      |                                                                  | 2022     | Zde           |
|                                                                    | Stačilo!                         | Stačilo!                                                                            | hnutí  |                                                                | Daniel Sterzik                    | stacilo.cz                                                       | 2024     | Zde           |
|                                                                    | STAN                             | STAROSTOVÉ A NEZÁVISLÍ                                                              | hnutí  | liberalismus, proevropanismus                                  | Vít Rakušan                       | starostove-nezavisli.cz                                          | 2004     | Zde           |
|                                                                    | SOM                              | Starostové a osobnosti pro Moravu                                                   | hnutí  | komunální politika                                             | Jan Kryčer                        | starostovepromoravu.cz                                           | 2004     | Zde           |
|                                                                    | SLK                              | Starostové pro Liberecký kraj                                                       | hnutí  | liberální konzervatismus, proevropanismus                      | Martin Půta                       | starostoveprolibereckykraj.cz                                    | 2008     | Zde           |
|                                                                    | STO                              | Starostové pro občany                                                               | hnutí  | komunální politika                                             | Karel Janoušek                    | starostoveproobcany.cz                                           | 2012     | Zde           |
|                                                                    | START                            | START21                                                                             | strana |                                                                | Václav Kott                       |                                                                  | 2014     | Zde           |
|                                                                    | SV                               | Strakonická Veřejnost                                                               | hnutí  | komunální politika                                             | Břetislav Hrdlička                | strakonickaverejnost.cz                                          | 2010     | Zde           |
|                                                                    | SKP - ŘN                         | Strana konzervativní pravice – Řád národa                                           | strana | národní konzervatismus                                         | Michaela Rojtová                  | skp-al.cz                                                        | 2012     | Zde           |
|                                                                    | S.O.S. PRAHA                     | Strana občanské sebeobrany                                                          | strana | občanský aktivismus                                            | Bohumil Vejtasa                   |                                                                  | 2006     | Zde           |
|                                                                    | SPDTO                            | Strana příznivců demokracie a Tomia Okamury                                         | hnutí  |                                                                |                                   |                                                                  | 2025     | Zde           |
|                                                                    | Soukromníci                      | Strana soukromníků České republiky                                                  | strana | konzervatismus                                                 | Petr Bajer                        | soukromnici.cz                                                   | 2009     | Zde           |
|                                                                    | SSPD-SP                          | Strana státu přímé demokracie – Strana práce                                        | strana | nacionalismus, euroskepticismus                                | Radoslav Štědroň                  | stranaprace.cz                                                   | 2004     | Zde           |
|                                                                    | Zelení                           | Strana zelených                                                                     | strana | zelená politika, proevropanismus                               | Matěj Pomahač, Gabriela Svárovská | zeleni.cz                                                        | 1990     | Zde           |
|                                                                    | S2012                            | Středočeši2012.cz                                                                   | hnutí  | komunální politika                                             | Přemysl Šanovec                   | stredocesi2012.cz                                                | 2012     | Zde           |
|                                                                    | SPD                              | Svoboda a přímá demokracie (SPD)                                                    | hnutí  | český nacionalismus, pravicový populismus                      | Tomio Okamura                     | spd.cz                                                           | 2015     | Zde           |
|                                                                    | Svobodní                         | Svobodní                                                                            | strana | liberální konzervatismus, euroskepticismus                     | Libor Vondráček                   | svobodni.cz                                                      | 2009     | Zde           |
|                                                                    | ŠpD                              | Šance pro Duchcov                                                                   | hnutí  | komunální politika                                             | Zdeněk Burda                      | sanceproduchcov.cz                                               | 2014     | Zde           |
|                                                                    | Švýcarská demokracie             | ŠVÝCARSKÁ DEMOKRACIE                                                                | hnutí  | sociální konzervatismus                                        | Tomáš Raždík                      | svycarska-demokracie.cz                                          | 2010     | Zde           |
|                                                                    | TnT                              | Ta naše Třebíč                                                                      | hnutí  | komunální politika                                             | Martin Svoboda                    | tanasetrebic.cz                                                  | 2014     | Zde           |
|                                                                    | T2020                            | Tábor 2020                                                                          | hnutí  | komunální politika                                             | Štěpán Pavlík                     | tabor2020.cz                                                     | 2002     | Zde           |
|                                                                    | TMS                              | „Tomáš Magnusek do Senátu“                                                          | hnutí  |                                                                | Tomáš Magnusek                    | magnusekdosenatu.cz                                              | 2024     | Zde           |
|                                                                    | TOP 09                           | TOP 09                                                                              | strana | liberální konzervatismus, proevropanismus                      | Markéta Pekarová Adamová          | top09.cz                                                         | 2009     | Zde           |
|                                                                    | Trikolora                        | Trikolora                                                                           | strana | národní konzervatismus, pravicový populismus                   | Zuzana Majerová                   | volimtrikoloru.cz                                                | 2019     | Zde           |
|                                                                    | TUJKA                            | TVŮJ KANDIDÁT                                                                       | hnutí  | politická recese                                               | Daniel Konečný                    | tvujkandidat.eu Archivováno 11. 4. 2021 na Wayback Machine.      | 2019     | Zde           |
|                                                                    | USZ                              | Unie pro sport a zdraví                                                             | hnutí  | Komunální politika                                             | Jiří Veselka                      | usz.cz                                                           | 1998     | Zde           |
| Logo českého anarchokapitalistického hnutí Urza                    | Nevolte Urza.cz.                 | Urza.cz: Nechceme vaše hlasy                                                        | strana | anarchokapitalismus                                            | Martin Urza                       | nevolte.urza.cz Archivováno 5. 8. 2021 na Wayback Machine.       | 2021     | Zde           |
|                                                                    | UFO                              | ÚSTECKÉ FÓRUM OBČANŮ                                                                | hnutí  | komunální politika                                             | Jiří Madar                        | ufo-usti.cz                                                      | 2014     | Zde           |
|                                                                    | VÚ                               | Vaše Ústí                                                                           | hnutí  | komunální politika                                             | Yveta Tomková                     | vaseusti.cz                                                      | 2016     | Zde           |
|                                                                    | Vas                              | Vaši starostové                                                                     | hnutí  | komunální politika                                             | Štefan Kandalec                   |                                                                  | 2018     | Zde           |
|                                                                    | Victoria                         | Victoria.cz                                                                         | strana |                                                                | Monika Makkiehová                 |                                                                  | 2010     | Zde           |
|                                                                    | VS                               | Vinohrady společně                                                                  | hnutí  | komunální politika                                             | Jiří Tlamka                       | vinohradyspolecne                                                | 2018     | Zde           |
|                                                                    | Vize KVK                         | Vize pro Karlovarský kraj                                                           | hnutí  | regionální politika                                            | Vít Hromádko                      | vizeprokvk.cz                                                    | 2024     | Zde           |
|                                                                    | VPK                              | VOLBA PRO KLADNO                                                                    | strana | komunální politika                                             | Milan Volf                        | volbaprokladno.cz                                                | 2010     | Zde           |
|                                                                    | VOK                              | Volba pro kraj                                                                      | hnutí  | regionální politika, komunální politika                        | Michal Soukup                     | vok-volbaprokraj.cz Archivováno 16. 4. 2021 na Wayback Machine.  | 2015     | Zde           |
|                                                                    | VPM                              | Volba pro město                                                                     | strana | komunální politika                                             | Miroslav Půža                     | vpmhradec.cz                                                     | 1998     | Zde           |
|                                                                    | VpMB                             | Volba pro Mladou Boleslav                                                           | hnutí  | komunální politika                                             | Bohumil Rosenkranz                | volba-pro-MB                                                     | 2006     | Zde           |
|                                                                    | „VO"                             | „Volím Orlovou"                                                                     | hnutí  | komunální politika                                             | Naděžda Kubalová                  | volimorlovou.cz                                                  | 2010     | Zde           |
|                                                                    | VOLNÝ blok                       | VOLNÝ blok                                                                          | strana | nacionalismus                                                  | Lubomír Volný                     |                                                                  | 2022     | Zde           |
|                                                                    | Volt                             | Volt Česko                                                                          | strana | sociální liberalismus, proevropanismus                         | Adam Hanka                        | voltcesko.org                                                    | 2022     | Zde           |
|                                                                    | Volte Pravý Blok www.cibulka.net | Volte Pravý Blok www.cibulka.net...                                                 | strana | konzervatismus, antikomunismus                                 | Petr Cibulka                      | www.cibulka.net                                                  | 1996     | Zde           |
|                                                                    | Voluntia                         | Voluntia                                                                            | strana | libertarianismus                                               | Dominik Hais                      | voluntia.cz                                                      | 2025     | Zde           |
|                                                                    | VvD                              | Volyně v dolyně                                                                     | hnutí  | komunální politika                                             | Jana Křišťanová                   | volynevdoline.cz                                                 | 2014     | Zde           |
|                                                                    | VČ                               | VÝCHODOČEŠI                                                                         | hnutí  | komunální politika                                             | Martina Berdychová                | vychodocesi.cz                                                   | 2012     | Zde           |
|                                                                    | VÝZVA                            | VÝZVA 2025                                                                          | strana | pravicový populismus                                           | Karolína Kubisková                | vyzva2025.cz                                                     | 2025     | Zde           |
|                                                                    | ZLS                              | Za lepší Střekov                                                                    | hnutí  | komunální politika                                             | Jiří Železný                      | zalepsistrekov.cz                                                | 2018     | Zde           |
|                                                                    | ZNM                              | Za naše města                                                                       | hnutí  | komunální politika                                             | Pavel Šoltys                      |                                                                  | 2022     | Zde           |
|                                                                    | ZaRegion                         | ZaRegion                                                                            | strana | regionální politika                                            | Lucie Ječmenová                   | zaregion.info Archivováno 24. 4. 2021 na Wayback Machine.        | 2010     | Zde           |
|                                                                    | PRO Zdraví                       | Zdraví Sport Vzdělání 2012                                                          | hnutí  | regionální politika, komunální politika                        | Van Sang Tran                     | hnutizsv.cz                                                      | 2012     | Zde           |
|                                                                    | Z21                              | Zlín 21                                                                             | hnutí  | komunální politika                                             | Čestmír Vančura                   | zlin21.cz                                                        | 2013     | Zde           |
|                                                                    | ZHN                              | Zlínské hnutí nezávislých                                                           | hnutí  | komunální politika                                             | František Petr                    | zhn-zlin.cz Archivováno 15. 3. 2013 na Wayback Machine.          | 1998     | Zde           |
|                                                                    | Z 2020                           | Změna 2020                                                                          | hnutí  | regionální politika, sociální demokracie                       | Jiří Zimola                       | zmena2020.cz Archivováno 16. 4. 2021 na Wayback Machine.         | 2019     | Zde           |
|                                                                    | ZPP 12                           | Změna pro Prahu 12                                                                  | hnutí  | komunální politika                                             | Michael Valášek                   |                                                                  | 2022     | Zde           |
|                                                                    | ZVUK 12                          | ZVUK 12                                                                             | hnutí  | komunální politika                                             | Jiří Kašík                        | zvuk2012.cz                                                      | 2012     | Zde           |
|                                                                    | ŽB                               | Ženy za Brod                                                                        | hnutí  | komunální politika                                             | Ivana Štrossová                   | zeny-za-brod                                                     | 2010     | Zde           |
|                                                                    | ŽTB                              | Žít Brno                                                                            | hnutí  | liberalismus, regionální politika                              | Petr Kalousek                     | zitbrno.cz                                                       | 2014     | Zde           |

## Politické strany a hnutí s pozastavenou činností
| Zkratka                  | Název politického subjektu                                                    | Předseda        | Založeno | Naposledy pozastaveno | Rejstřík MVČR |
| ------------------------ | ----------------------------------------------------------------------------- | --------------- | -------- | --------------------- | ------------- |
| BOS                      | BEZPEČNOST, ODPOVĚDNOST, SOLIDARITA                                           |                 | 2017     | 2024                  | Zde           |
| ČSS                      | Československá strana socialistická                                           | Jaroslav Vojtek | 1993     | 2024                  | Zde           |
| PES                      | Hnutí PES                                                                     |                 | 2021     | 2024                  | Zde           |
| iČesko                   | iČesko                                                                        |                 | 2014     | 2024                  | Zde           |
| JSI PRO?                 | JSI PRO? Jistota Solidarita Investice pro budoucnost                          | Petr Kováč      | 2019     | 2024                  | Zde           |
| Manifest.cz              | Manifest.cz - Pravá Svoboda a Prosperita                                      | David Tesař     | 2021     | 2024                  | Zde           |
| O. SPOLU                 | Občané SPOLU                                                                  | Jiří Bárta      | 2022     | 2025                  | Zde           |
| OH                       | OBČANSKÉ HNUTÍ                                                                | Pavel Krejčí    | 2020     | 2024                  | Zde           |
| PATRIOTI                 | PATRIOTI                                                                      |                 | 2012     | 2024                  | Zde           |
| PRO! ÚK                  | PRO! Ústecký kraj                                                             |                 | 2016     | 2024                  | Zde           |
| SPR-RSČ Miroslava Sládka | Sdružení pro republiku – Republikánská strana Československa Miroslava Sládka | Miroslav Sládek | 2016     | 2023                  | Zde           |
| Unie H.A.V.E.L.17        | Unie Hrdosti, Aktivity, Vlastenectví, Empatie a Lidskosti 2017                |                 | 2017     | 2024                  | Zde           |
| VIZENS                   | VIZE – národní socialisté                                                     | Jan Vondrouš    | 2020     | 2024                  | Zde           |

## Zrušené strany a hnutí
Toto je seznam zrušených politických stran a hnutí k 1. srpnu 2025. (Seznam zahrnuje primárně politické subjekty, které zanikly po 1. lednu 2001.)
| Název | Zkratka            | Datum registrace | Datum rozpuštění | Rejstřík MVČR |
| --- | ------------------ | ---------------- | ---------------- | ------------- |
| "Evropští demokraté za právo, morálku a spravedlnost"                                                                                            | ED-MS              | 24. 7. 2008      | 18. 12. 2008     | Zde           |
| „1. Sdružení nezávislých kandidátů města Tábor”                                                                                                  | 1 SNK              | 31. 8. 1998      | 9. 12. 2010      | Zde           |
| „Akce za skutečnou demokracii" | AZSD               | 23. 8. 2000      | 17. 12. 2010     | Zde           |
| „Jirkov 21. století" | J 21 S             | 26. 7. 2002      | 16. 11. 2022     | Zde           |
| „Mírové hnutí 2007" | „MH-2007"          | 10. 12. 2008     | 3. 6. 2013       | Zde           |
| „Sebeobrana voličů - Váš hlas nepodpoří financování planých řečí, ale zdravotnictví Vašeho obvodu"                                               | SeVo               | 20. 9. 2000      | 10. 7. 2009      | Zde           |
| „Viktor Kožený - Občanská federální demokracie"                                                                                                  | „OFD"              | 1. 4. 2004       | 9. 2. 2015       | Zde           |
| 4 VIZE - www.4vize.cz | 4 VIZE             | 8. 3. 2006       | 27. 2. 2015      | Zde           |
| Agrární strana | AS                 | 16. 3. 1990      | 22. 8. 2011      | Zde           |
| Aktiv nezávislých občanů | ANEO               | 4. 1. 2001       | 14. 11. 2017     | Zde           |
| ALIANCE NÁRODNÍCH SIL | ANS                | 4. 7. 2011       | 28. 10. 2024     | Zde           |
| Aliance nezávislých občanů | ANO                | 8. 9. 1998       | 17. 12 2007      | Zde           |
| ALTERNATIVA | ALTERNATIVA        | 2. 4. 2008       | 27. 12. 2023     | Zde           |
| Alternativa 2000 | A 2000             | 30. 3. 1998      | 20. 1. 2006      | Zde           |
| Alternativa pro Česko | APČ                | 2. 6. 2016       | 13. 12. 2023     | Zde           |
| ALTERNATIVA PRO ČESKOU POLITIKU | A                  | 2. 6. 2016       | 22. 10. 2017     | Zde           |
| Alternativa pro Českou republiku 2017 | APAČI              | 29. 7. 2016      | 27. 12. 2023     | Zde           |
| Alternativa pro nezávislé kandidáty 2020 - ANK 2020                                                                                              | ANK 2020           | 8. 6. 2020       | 31. 3. 2021      | Zde           |
| Alternativa pro občany | AO                 | 19. 7. 2006      | 23. 3. 2019      | Zde           |
| Alternativa pro Plzeň | APPlzeň.cz         | 7. 1. 2014       | 10. 7. 2017      | Zde           |
| ANO, vytrollíme europarlament | EU TROLL           | 3. 7. 2019       | 27. 12. 2023     | Zde           |
| ANTIBURSÍK - STOP EKOTERORU ! | ABS                | 15. 11. 2013     | 1. 7. 2019       | Zde           |
| Asociace Radikálů za Spojené státy evropské | AR                 | 6. 6. 1990       | 3. 2. 2003       | Zde           |
| Blok proti islamizaci – Obrana domova | BPI                | 6. 5. 2003       | 27. 12. 2023     | Zde           |
| Brno Plus | Brno+              | 12. 6. 2018      | 8. 11. 2022      | Zde           |
| Celostátní aktiv občanů | CAO                | 20. 3. 1990      | 9. 8. 2004       | Zde           |
| Cesta změny | CZ                 | 22. 10. 2001     | 3. 5. 2009       | Zde           |
| Česká národní fronta | ČNF                | 5. 1. 2016       | 8. 11. 2018      | Zde           |
| ČESKÁ NEZÁVISLÁ | „ČNEZ“             | 25. 6. 2010      | 1. 7. 2019       | Zde           |
| Česká pravice | ČP                 | 7. 1. 1994       | 27. 12. 2023     | Zde           |
| Česká realistická strana | ČRS                | 30. 6. 2009      | 31. 5. 2011      | Zde           |
| Česká strana národně socialistická | ČSNS 2005          | 21. 12. 2005     | 28. 5. 2022      | Zde           |
| Česká strana selského rozumu | Čssr               | 6. 8. 2012       | 18. 4. 2017      | Zde           |
| Českobudějovická nezávislá nová volba | ČbNNV              | 9. 4. 1999       | 18. 1. 2006      | Zde           |
| Československá strana Humanistické Internacionály                                                                                                | ČSHI               | 27. 2. 1990      | 3. 4. 1997       | Zde           |
| ČESKÝ POLITICKÝ STŘED | ČPST               | 24. 3. 2009      | 27. 12. 2023     | Zde           |
| Čisté Budějovice | ČiB                | 16. 7. 2018      | 29. 3. 2022      | Zde           |
| Dělnická strana | DS                 | 20. 12. 2002     | 17. 2. 2010      | Zde           |
| Dělnická strana sociální spravedlnosti | DSSS               | 29. 1. 2004      | 19. 10. 2024     | Zde           |
| Demokracie | DK                 | 5. 2. 2008       | 18. 5. 2019      | Zde           |
| Demokraté 92 | D 92               | 13. 3. 1992      | 13. 5. 2003      | Zde           |
| Demokratická liga | DL                 | 23. 4. 1998      | 1. 1. 2003       | Zde           |
| Demokratická regionální strana | DRS                | 23. 6. 1998      | 16. 4. 2017      | Zde           |
| Demokratická strana Československa | DSČ                | 21. 3. 1990      | 4. 4. 2022       | Zde           |
| Demokratická unie | DEU                | 7. 3. 1994       | 1. 1. 2002       | Zde           |
| Demokratická Unie České republiky | DEUČR              | 9. 2. 2004       | 18. 8. 2011      | Zde           |
| Demokratická unie zdraví a sportu | DUZS               | 20. 3. 1990      | 17. 1. 1996      | Zde           |
| Desítka pro domácí | DPD                | 20. 7. 2010      | 6. 9. 2024       | Zde           |
| Doktoři (za uzdravení společnosti) | Doktoři            | 21. 3. 2008      | 12. 12. 2020     | Zde           |
| DOST | DOST               | 3. 3. 2021       | 28. 2. 2025      | Zde           |
| DOST JE DOST ! Občané za svá práva | Dost je Dost !     | 23. 7. 2018      | 19. 3. 2021      | Zde           |
| Evropa společně | ESO                | 11. 2. 2019      | 14. 12. 2023     | Zde           |
| Evropská demokratická strana | EDS                | 19. 11. 2008     | 11. 12. 2010     | Zde           |
| Evropská strana důstojného stáří | ESDS               | 2. 7. 2004       | 27. 12. 2023     | Zde           |
| Fair play - HNPD | HNPD               | 31. 8. 2004      | 22. 12. 2017     | Zde           |
| Folklor i Společnost | FiS                | 30. 12. 2004     | 21. 6. 2019      | Zde           |
| Frýdečané a Místečané | FraM               | 3. 7. 2014       | 28. 4. 2023      | Zde           |
| Havířovský družstevník | HD                 | 2. 11. 2017      | 7. 10. 2019      | Zde           |
| Helax - Ostrava se baví | HOB                | 21. 8. 2002      | 8. 7. 2009       | Zde           |
| HLAVU VZHŮRU - volební blok | HLAVU VZHŮRU       | 28. 7. 2006      | 22. 9. 2016      | Zde           |
| Hnutí 2018 | H2018              | 11. 7. 2018      | 22. 10. 2021     | Zde           |
| Hnutí 90 | H 90               | 24. 1. 1991      | 23. 12. 2002     | Zde           |
| Hnutí angažovaných Romů | HAR                | 30. 1. 1991      | 26. 1. 2004      | Zde           |
| Hnutí FAIR PLAY | HnutiFairPlay.cz   | 3. 8. 2012       | 27. 12. 2023     | Zde           |
| Hnutí LEPŠÍ ŘEPY | HLŘ                | 7. 7. 2006       | 1. 7. 2019       | Zde           |
| Hnutí O co jim jde?! | OCJJ               | 13. 7. 2010      | 12. 12. 2023     | Zde           |
| HNUTÍ OBČANŮ KRAJE | HOK                | 4. 11. 2015      | 13. 8. 2021      | Zde           |
| Hnutí občanů Prahy | HOP                | 30. 7. 2014      | 1. 7. 2019       | Zde           |
| Hnutí pro Těšín | HpT                | 25. 10. 2005     | 22. 6. 2019      | Zde           |
| Hnutí proti kriminalitě | HPK                | 6. 11. 1995      | 28. 12. 2004     | Zde           |
| HNUTÍ SOCIÁLNĚ SLABÝCH | HSS                | 10. 3. 2014      | 1. 7. 2019       | Zde           |
| Hnutí za lepší bydlení | HZLB               | 21. 7. 2006      | 12. 9. 2011      | Zde           |
| Hnutí za prosperitu Brna | HPB                | 4. 5. 1998       | 22. 2. 2006      | Zde           |
| Hnutí za sociální spravedlnost | HSS                | 17. 2. 1992      | 24. 1. 2003      | Zde           |
| Hnutí Za Telefonování Zdarma | HZTZ.CZ            | 15. 6. 2009      | 13. 4. 2017      | Zde           |
| Hnutí zemědělců | HZ                 | 9. 3. 1990       | 24. 2. 1998      | Zde           |
| HOZK | HOZK               | 19. 6. 2012      | 16. 12. 2019     | Zde           |
| Humanistická strana | HS                 | 12. 9. 1996      | 16. 11. 2018     | Zde           |
| Chci svou šanci | CISN               | 5. 5. 2005       | 23. 12. 2010     | Zde           |
| JAUNER Československo 2018 | JAUNER             | 14. 6. 2018      | 14. 6. 2019      | Zde           |
| Jednotní | JEDNOTNÍ           | 15. 3. 2019      | 12. 2. 2022      | Zde           |
| JIHOČEŠTÍ HASIČI | JHas               | 14. 6. 2016      | 27. 12. 2023     | Zde           |
| Karviňáci s Adámkem | Karviňáci          | 14. 7. 2014      | 15. 1. 2019      | Zde           |
| Klíčové hnutí | KH                 | 4. 1. 2008       | 1. 1. 2018       | Zde           |
| Klub sociálně demokratické orientace | KSDO               | 23. 5. 2006      | 7. 3. 2008       | Zde           |
| KOLONÁDA – HNUTÍ PATRIOTŮ | KOLONÁDA           | 27. 6. 2018      | 19. 1. 2022      | Zde           |
| KOMUNISTICKÁ STRANA ČECH, MORAVY A SLEZSKA | KSČMS              | 11. 2. 2016      | 8. 3. 2018       | Zde           |
| KOMUNISTICKÁ STRANA ČESKÁ 21 | KSČ 21             | 30. 10. 2014     | 27. 12. 2023     | Zde           |
| Konzervativní a sociální hnutí | KSH                | 12. 4. 2002      | 8. 8. 2020       | Zde           |
| Konzervativní aliance 2014 | KA14               | 20. 7. 2010      | 29. 1. 2024      | Zde           |
| KONZERVATIVNÍ ALTERNATIVA | KOAL               | 1. 9. 1999       | 27. 12. 2023     | Zde           |
| LEČO – LEPŠÍ A ČISTÁ OSTRAVA | LEČO               | 11. 4. 2018      | 1. 11. 2024      | Zde           |
| Liberálně demokratická strana | LDS                | 31. 1. 1990      | 29. 3. 1992      | Zde           |
| Liberálové.CZ | LIB                | 21. 3. 2002      | 25. 10. 2010     | Zde           |
| Libertas.cz | Libertas           | 13. 1. 2009      | 28. 12. 2010     | Zde           |
| LIDÉ PRO | LPRO               | 10. 12. 2022     | 22. 1. 2024      | Zde           |
| Lidové fórum | LF                 | 21. 4. 2011      | 6. 2. 2015       | Zde           |
| Liga spořádaných lidí | LSL                | 24. 11. 2008     | 30. 7. 2014      | Zde           |
| LIST JAROMÍRA SOUKUPA | LJS                | 15. 3. 2019      | 21. 3. 2022      | Zde           |
| Masarykova demokratická strana | MDS                | 25. 5. 1992      | 23. 4. 2022      | Zde           |
| MĚSTO I MLÁDEŽI | MIM                | 26. 7. 2006      | 6. 12. 2006      | Zde           |
| Mimoňská obroda | OHMO               | 25. 7. 2006      | 15. 11. 2018     | Zde           |
| Mladí demokraté | MD                 | 16. 9. 1995      | 12. 3. 2002      | Zde           |
| Mladí pro Pardubický kraj | MPK                | 1. 7. 2020       | 27. 3. 2021      | Zde           |
| Mladoboleslavské hnutí nezávislých | MBN                | 1. 7. 2014       | 28. 6. 2019      | Zde           |
| Moravská a Slezská pirátská strana | MS Piráti          | 16. 8. 2018      | 27. 12. 2023     | Zde           |
| Moravská demokratická strana | MODS               | 26. 4. 1994      | 6. 2. 2006       | Zde           |
| Moravská národní strana | MNS                | 28. 9. 1990      | 5. 4. 1997       | Zde           |
| Naděje | N                  | 25. 1. 2002      | 3. 7. 2009       | Zde           |
| Národně demokratická strana | NDS                | 4. 3. 1991       | 27. 12. 2023     | Zde           |
| Národní socialisté | NÁR.SOC.           | 1. 11. 2011      | 28. 5. 2022      | Zde           |
| Národní strana | NS                 | 31. 10. 2002     | 3. 6. 2013       | Zde           |
| Národní zájmy | NZ                 | 17. 4. 2015      | 7. 7. 2015       | Zde           |
| NÁŠ HLUČÍN | NH                 | 25. 5. 2010      | 11. 4. 2022      | Zde           |
| Náš Prostějov | NPV                | 1. 10. 2013      | 18. 3. 2014      | Zde           |
| Naše Beskydy | NBeskydy           | 2. 8. 2010       | 12. 2. 2015      | Zde           |
| NESPOKOJENÍ OBČANÉ! | NO!                | 26. 1. 2007      | 22. 1. 2024      | Zde           |
| Nestraníci pro Moravu | NPM                | 6. 3. 2000       | 20. 1. 2007      | Zde           |
| Nezávislá iniciativa (NEI) | NEI                | 22. 2. 1990      | 14. 12. 2023     | Zde           |
| Nezávislé sdružení občanů Blanska | NSOB               | 24. 8. 1998      | 9. 5. 2017       | Zde           |
| NEZÁVISLÍ DEMOKRATÉ | NEZ/DEM            | 5. 5. 2005       | 24. 4. 2017      | Zde           |
| NEZÁVISLÍ KANDIDÁTI DO SENÁTU | NSK                | 26. 7. 2016      | 7. 3. 2018       | Zde           |
| Nezávislí pro Bílinu | NEZÁVISLÍ – BÍLINA | 10. 6. 2010      | 9. 12. 2023      | Zde           |
| Nezávislí pro Prahu | NPP                | 31. 7. 2002      | 2. 4. 2015       | Zde           |
| Nezávislí starostové | NEST               | 18. 7. 2008      | 23. 1. 2012      | Zde           |
| Nová budoucnost | NB                 | 30. 4. 2010      | 6. 2. 2015       | Zde           |
| NOVÁ GENERACE | NG                 | 21. 6. 2016      | 27. 12. 2023     | Zde           |
| Nové hnutí | NH.                | 20. 9. 1999      | 29. 11. 2005     | Zde           |
| Občané České republiky | OČR                | 22. 4. 2013      | 27. 12. 2023     | Zde           |
| OBČANÉ PRO OLOMOUCKÝ KRAJ – volba OK | VOLK               | 12. 5. 2016      | 22. 1. 2024      | Zde           |
| OBČANÉ SPOLU – NEZÁVISLÍ | „OSN“              | 22. 7. 2014      | 17. 12. 2024     | Zde           |
| Občané za spokojené bydlení | OSB                | 19. 5. 2017      | 7. 2. 2019       | Zde           |
| OBČANÉ.CZ | Občané             | 20. 4. 2009      | 1. 7. 2019       | Zde           |
| Občanská demokratická aliance | ODA                | 5. 3. 1990       | 31. 12. 2007     | Zde           |
| Občanská koalice - Politický klub | OK                 | 27. 2. 1998      | 30. 11. 2007     | Zde           |
| Občanská konzervativní strana | OKS                | 17. 2. 2014      | 29. 12. 2023     | Zde           |
| Občanská liga FORUM | OLF                | 24. 8. 1998      | 30. 11. 2005     | Zde           |
| Občanská společenská aktivita | OSA                | 5. 4. 1990       | 25. 1. 1996      | Zde           |
| Občanské demokratické hnutí | ODH                | 3. 11. 2004      | 2. 9. 2011       | Zde           |
| Občanské hnutí Můj domov | Můj domov          | 6. 5. 2014       | 17. 3. 2016      | Zde           |
| Občanské hnutí pro Mimoň | OHM                | 29. 7. 2010      | 20. 1. 2015      | Zde           |
| Občansko demokratické sdružení Zlín | ODSZ               | 21. 7. 2006      | 15. 12. 2010     | Zde           |
| OBYČEJNÍ LIDÉ | OL                 | 24. 5. 2018      | 30. 10. 2018     | Zde           |
| Organizace nezávislých Rumunů | ONR                | 7. 3. 1990       | 22. 1. 1996      | Zde           |
| OSMA - občané svému městu | OSMA               | 15. 7. 2010      | 27. 1. 2015      | Zde           |
| Ostravské fórum | OF                 | 27. 6. 2014      | 1. 4. 2022       | Zde           |
| Otevřená radnice | Hora 2014          | 18. 6. 2014      | 22. 10. 2019     | Zde           |
| PATRIOT 2014 | PATRIOT 2014       | 12. 6. 2014      | 28. 6. 2019      | Zde           |
| Patrioti - hnutí za lepší Ústí n.L. | P-HLÚ              | 21. 7. 2006      | 29. 9. 2011      | Zde           |
| Permanentní opozicí za demokracii | POZDE              | 28. 3. 1990      | 23. 11. 1995     | Zde           |
| PÍSEK SOBĚ – sdružení nezávislých kandidátů | PÍSEK SOBĚ         | 9. 7. 2020       | 2. 1. 2024       | Zde           |
| Plzeň pro sport | PPPS               | 9. 7. 2014       | 29. 6. 2019      | Zde           |
| Podnikatelsko živnostenská strana | PŽS                | 12. 2. 1990      | 15. 11. 1995     | Zde           |
| Politická strana žen a matek Československa | NEUVEDENA          | 18. 1. 1991      | 12. 1. 1996      | Zde           |
| Politické hnutí OBRODA | Obroda             | 27. 3. 2014      | 27. 12. 2023     | Zde           |
| Politické hnutí PRO 2016 | PRO2016            | 17. 6. 2016      | 3. 2. 2020       | Zde           |
| Politické Hnutí Vítkovice | PHV                | 6. 6. 2014       | 23. 11. 2022     | Zde           |
| politické hnutí Změna | Změna              | 8. 6. 2012       | 13. 5. 2023      | Zde           |
| POLITIKA TRADIČNÍCH HODNOT | PTH                | 23. 4. 2010      | 20. 12. 2014     | Zde           |
| Pravá alternativa | PA                 | 14. 9. 1990      | 25. 2. 2008      | Zde           |
| Pravá volba pro Plzeň | PVP                | 14. 7. 1998      | 7. 2. 2023       | Zde           |
| Pražané Praze | PP                 | 24. 6. 1994      | 13. 9. 2007      | Zde           |
| Pražané za svá práva | PP                 | 13. 7. 2010      | 22. 6. 2019      | Zde           |
| Pražané.cz | Pražané            | 28. 2. 2014      | 18. 2. 2015      | Zde           |
| PRO | PRO                | 16. 7. 2012      | 1. 4. 2022       | Zde           |
| PRO - Poctivě Rozumně Odpovědně | PROP               | 28. 7. 2015      | 29. 6. 2019      | Zde           |
| Pro Česko | PROČ               | 12. 3. 2019      | 27. 12. 2023     | Zde           |
| PRO občané | HPO                | 24. 2. 2015      | 27. 12. 2023     | Zde           |
| Pro Prahu | HPP                | 17. 6. 2013      | 27. 12. 2023     | Zde           |
| Pro regiony občanům | Hnutí PROČ         | 31. 7. 2014      | 26. 11. 2018     | Zde           |
| Pro Třebíč | ProTR              | 20. 4. 2010      | 4. 11. 2021      | Zde           |
| PRVNÍ REPUBLIKA | NÁRODOVCI          | 26. 11. 2018     | 27. 12. 2023     | Zde           |
| Radostné Česko | RČ                 | 10. 8. 2017      | 27. 12. 2023     | Zde           |
| REALISTÉ | REAL               | 15. 12. 2016     | 6. 4. 2020       | Zde           |
| Republika | Republika          | 25. 11. 2013     | 16. 12. 2023     | Zde           |
| Republikáni | REP                | 20. 2. 1992      | 9. 12. 2005      | Zde           |
| Republikáni Miroslava Sládka | RMS                | 12. 7. 2000      | 17. 5. 2008      | Zde           |
| Republikánská strana | RS                 | 16. 3. 1990      | 23. 12. 2002     | Zde           |
| Republikánská strana Čech, Moravy a Slezska | RSČMS              | 14. 6. 2007      | 17. 5. 2008      | Zde           |
| Republikánská strana zemědělského a malorolnického lidu                                                                                          | RSZML              | 15. 3. 1990      | 19. 12. 2023     | Zde           |
| Republikánská unie | RU                 | 6. 3. 1990       | 22. 12. 2003     | Zde           |
| RESTART | RESTART            | 29. 7. 2014      | 15. 2. 2015      | Zde           |
| ROMA LUMA | LUMA               | 15. 2. 2022      | 3. 12. 2024      | Zde           |
| Romská demokratická sociální strana | RDSS               | 22. 3. 2005      | 28. 3. 2011      | Zde           |
| Romská demokratická strana | RDS                | 14. 8. 2013      | 27. 12. 2023     | Zde           |
| Romská občanská iniciativa ČR | ROI ČR             | 2. 3. 1990       | 30. 6. 2009      | Zde           |
| ROZUMNÍ | Rozumní            | 5. 3. 2002       | 12. 12. 2024     | Zde           |
| Sdružení nezávislých Holešovska | SNH                | 2. 8. 2010       | 15. 9. 2016      | Zde           |
| Sdružení nezávislých kandidátů města České Budějovice                                                                                            | SNKČB              | 12. 9. 1994      | 27. 12. 2005     | Zde           |
| Sdružení nezávislých občanů Prahy | SNOP               | 22. 3. 2013      | 30. 10. 2018     | Zde           |
| Sdružení pro republiku – Republikánská strana Československa                                                                                     | SPR-RSČ            | 26. 2. 1990      | 2. 6. 2013       | Zde           |
| Sdružení pro sport a zdraví | SSZ                | 1. 9. 1998       | 3. 1. 2011       | Zde           |
| SENIOŘI SOBĚ | SESO               | 15. 10. 2020     | 11. 7. 2025      | Zde           |
| SLATINŠTÍ NEZÁVISLÍ | SN SLATINA         | 29. 6. 2010      | 2. 4. 2024       | Zde           |
| Slušní lidé | SL                 | 27. 1. 2016      | 15. 12. 2023     | Zde           |
| SMĚR - česká cesta | SMĚR - CS          | 9. 7. 2014       | 4. 12. 2014      | Zde           |
| Sociálně demokratická aliance nezávislých | SDAN               | 20. 8. 2002      | 29. 1. 2008      | Zde           |
| Solidarita, Vlast a Zákon | SVAZ               | 31. 7. 2014      | 1. 7. 2019       | Zde           |
| Společně pro Strakonice | SPS                | 21. 6. 2018      | 22. 1. 2024      | Zde           |
| Společnost pro Třinec | SpT                | 19. 7. 2010      | 10. 5. 2011      | Zde           |
| SPOLU | SPOLU              | 6. 6. 2014       | 20. 5. 2017      | Zde           |
| SPORTOVCI | SPORTOVCI          | 20. 7. 2017      | 12. 8. 2019      | Zde           |
| Spravedlivá občanská společnost | SPOS               | 9. 7. 2014       | 17. 4. 2022      | Zde           |
| Správný směr | SPS                | 25. 6. 2004      | 27. 12. 2010     | Zde           |
| SRDCEM PRO ... | SRDCEM PRO ...     | 27. 6. 2022      | 25. 2. 2025      | Zde           |
| STOP | STOP               | 5. 8. 2009       | 12. 1. 2013      | Zde           |
| Strana Češi | Češi               | 20. 7. 2012      | 18. 5. 2021      | Zde           |
| Strana demokratické levice | SDL                | 9. 4. 1990       | 21. 6. 1997      | Zde           |
| Strana demokratické obnovy | SDeO               | 28. 6. 2010      | 24. 4. 2017      | Zde           |
| Strana drobných podnikatelů | SDP                | 26. 9. 1990      | 15. 3. 2004      | Zde           |
| Strana drobných živnostníků a podnikatelů | SDŽP               | 17. 8. 2004      | 29. 1. 2010      | Zde           |
| Strana důchodců Františka Burdy | SDFB               | 9. 5. 2013       | 6. 4. 2017       | Zde           |
| Strana evropského domu | SED                | 29. 3. 1990      | 23. 11. 1995     | Zde           |
| Strana Globální Odpovědnosti | SGO                | 1. 11. 2011      | 18. 4. 2017      | Zde           |
| Strana konzervativní smlouvy | SKS                | 12. 3. 1998      | 23. 6. 2001      | Zde           |
| Strana moravského venkova | SMV                | 5. 4. 1990       | 1. 1. 2001       | Zde           |
| Strana národní svobody | SNS                | 14. 7. 2021      | 22. 7. 2023      | Zde           |
| Strana občanského porozumění | SOP                | 4. 9. 2000       | 23. 1. 2008      | Zde           |
| Strana obrany kultury | SOK                | 9. 4. 1990       | 23. 1. 1996      | Zde           |
| Strana podnikatelů a živnostníků | „SPŽ"              | 10. 7. 2008      | 22. 5. 2013      | Zde           |
| Strana podnikatelů, živnostníků a rolníků České republiky                                                                                        | SPŽRČR             | 6. 3. 1992       | 27. 3. 2008      | Zde           |
| Strana Práv Občanů ZEMANOVCI | SPOZ               | 8. 12. 2009      | 31. 12. 2022     | Zde           |
| Strana pro ekologii a zdraví | SEZ                | 18. 9. 2008      | 5. 5. 2017       | Zde           |
| Strana pro otevřenou společnost | SOS                | 23. 2. 1998      | 27. 12. 2023     | Zde           |
| Strana přátel časopisu MAXIM a jejich přátel za maximální svobodu projevu, za vybudování mocné armády a za život bez zbytečných omezení a zákazů | „MAXIM“            | 22. 11. 2011     | 18. 4. 2017      | Zde           |
| Strana Přírodního Zákona | Přírodní           | 7. 12. 1995      | 26. 3. 2008      | Zde           |
| STRANA ROVNOST ŠANCÍ | SRŠ                | 19. 4. 2005      | 17. 12. 2010     | Zde           |
| Strana rovných příležitostí | SRP                | 19. 12. 2011     | 27. 5. 2017      | Zde           |
| Strana svobodných demokratů | SSD                | 26. 3. 1990      | 27. 12. 2023     | Zde           |
| Strana svobodných severu | SSS                | 25. 8. 2000      | 27. 2. 2008      | Zde           |
| Strana Svobody | Str. Svob.         | 25. 8. 2006      | 3. 1. 2011       | Zde           |
| Strana venkova - spojené občanské síly | SV SOS             | 2. 10. 1996      | 9. 3. 2015       | Zde           |
| Strana za životní jistoty | SŽJ                | 14. 3. 1990      | 21. 6. 2006      | Zde           |
| Strana zdravotně postižených, důchodců a sociálně slabých občanů                                                                                 | SZP-DO             | 11. 2. 1992      | 2. 9. 2011       | Zde           |
| Svobodná občanská samospráva | SvOS               | 22. 6. 2004      | 1. 4. 2022       | Zde           |
| Tak jo! | TJ.                | 11. 8. 2017      | 12. 2. 2020      | Zde           |
| Toryové | TOR                | 10. 3. 2014      | 29. 5. 2024      | Zde           |
| TŘINÁCTKA | „13tka“            | 24. 7. 2014      | 8. 3. 2016       | Zde           |
| Unie pro Evropu | UPE                | 16. 2. 2000      | 17. 12. 2007     | Zde           |
| Unie svobody - Demokratická unie | US-DEU             | 22. 1. 1998      | 1. 1. 2011       | Zde           |
| Ústečané | Ú                  | 5. 9. 2013       | 27. 2. 2017      | Zde           |
| Úsvit - Národní Koalice | Úsvit              | 19. 6. 2013      | 21. 3. 2018      | Zde           |
| Věci veřejné | VV                 | 22. 7. 2002      | 13. 11. 2015     | Zde           |
| Veřejné zájmy | VZ                 | 16. 7. 2014      | 27. 12. 2023     | Zde           |
| Vize národních socialistů | VIZE-NS            | 11. 7. 2018      | 4. 7. 2020       | Zde           |
| VIZE pro Česko | VIZE               | 18. 7. 2018      | 21. 1. 2023      | Zde           |
| VLASTENECKÁ STRANA | VS                 | 21. 7. 2010      | 6. 2. 2015       | Zde           |
| Volba lidu 21. století | VL21               | 3. 8. 2012       | 27. 3. 2022      | Zde           |
| Volba pro budoucnost | VPB                | 28. 3. 2002      | 9. 7. 2009       | Zde           |
| Všeobecná občanská strana | VOS                | 7. 4. 2003       | 24. 4. 2017      | Zde           |
| Východoevropské národnostní politické hnutí v ČR                                                                                                 | VENPH              | 24. 2. 1994      | 9. 3. 2006       | Zde           |
| za Morální Očistu Regionu | M.O.R.             | 24. 7. 2012      | 18. 3. 2019      | Zde           |
| ZA OBČANY | ZA OBČANY          | 12. 6. 2020      | 29. 12. 2021     | Zde           |
| ZA SPORT A ZDRAVÝ MĚLNÍK | ZSZME              | 8. 7. 2022       | 22. 4. 2024      | Zde           |
| Zelení | „Z"                | 23. 1. 2006      | 12. 1. 2017      | Zde           |
| Zemští Demokraté | ZEDEM              | 19. 10. 2012     | 24. 4. 2017      | Zde           |
| Zlínské sdružení živnostníků a podnikatelů | ZSŽP               | 25. 7. 2006      | 15. 7. 2009      | Zde           |
| Změna pro lidi | ZpL/ZPL            | 27. 1. 2016      | 28. 5. 2020      | Zde           |
| ZVON | PHZ                | 8. 8. 2006       | 9. 3. 2015       | Zde           |
| ŽIVÁ PRAHA 5 | ŽP5                | 11. 6. 2018      | 4. 12. 2023      | Zde           |
| Živnostenská strana | ŽS                 | 31. 1. 1995      | 30. 7. 2004      | Zde           |